# اچ‌ام‌اس گلاتون (۱۹۱۴)
اچ‌ام‌اس گلاتون (۱۹۱۴) (به انگلیسی: HMS Glatton (1914)) یک کشتی دفاع ساحلی بود که طول آن ۳۱۰ فوت (۹۴٫۵ متر) بود. این کشتی در سال ۱۹۱۴ ساخته شد.